# Calumma peltierorum
Calumma peltierorum är en ödleart som beskrevs av  Christopher John Raxworthy och NUSSBAUM 2006. Calumma peltierorum ingår i släktet Calumma och familjen kameleonter. IUCN kategoriserar arten globalt som nära hotad. Inga underarter finns listade.